# Christian Nodal
Christian Jesús González Nodal (n. Caborca, Sonora, 11 de janeiro de 1999) é um cantor e compositor mexicano. Seu primeiro singelo, "Adeus amor", publicado em 2017 baixo o selo discográfico Fonovisa, tem recebido mais de 880 milhões de visitas em YouTube, com o qual foi lançado à fama em diversos meios de comunicação em México e Estados Unidos. Em 2022 iniciou o relacionamento com a cantora de Trap Argentina, Cazzu. Em setembro de 2023 nasceu a primeira filha do casal.